# Тилламук (народ)
Тилламук (англ. Tillamook) — индейский народ салишской языковой семьи, проживающий на территории американского штата Орегон.

## Общие сведения
Тилламуки разделены на четыре рода: собственно тилламук, нихалем, нестуккас и нечеснес. Само наименование «тилламук» происходит из чинукского языка и означает «страна Больших вод», что является, по-видимому, указанием на место обитания индейцев тилламук — вдоль побережья Тихого океана. С 1970 года язык тилламук официально считается вымершим.
Ни один из четырёх родов тилламук официально и юридически не признан, так как заключённые с ними в 1851 и 1855 годах американским правительством договоры так и не были ратифицированы. В течение XIX и XX столетий число этих индейцев многократно сократилось. Так, в 1805 году число тилламук превышало 2.200 человек, в 1950 же их оставалось лишь 250, а в 1990 году только 50 представителей тилламук могли доказать своё происхождение. Все они проживают ныне на территории штата Орегон, многие в резервации Гранд-Ронд. На момент же первых контактов с европейцами тилламук жили по тихоокеанскому побережью Орегона на полосе между реками Сайлец и Нихалем.

## История
Тилламук культурно несколько отличались от своих сородичей, индейцев северных салишских народов — так как между ними и прочими салишами территорию занимали племена чинуков, с которыми тилламук вели войны. Первый зарегистрированный контакт индейцев тилламук с белыми был зарегистрирован в 1788 году. В 1792 году тилламук пытались торговать с американским капитаном Робертом Греем, которому 15 августа на судно они собирались доставить меха и устриц в обмен на топоры, ножи и подобные изделия из металла. Однако при торговле возник конфликт, в результате которого погибли трое индейцев и один американец. В результате индейцы атаковали судно Роберта Грея и он вынужден был покинуть бухту, которую затем назвал Murderers Harbour (бухта Убийц).
В 1775 году на западном побережье северо-американского континента свирепствовала эпидемия чёрной оспы, от которой тяжело пострадали и тилламук.
В целом же тилламук промышляли охотой и рыбной ловлей, изготовлением и продажей каноэ. На своих каноэ они пересекали всю территорию нынешней Британской Колумбии, торговать ездили до долины Вильяметт. Для обмена они предлагали выделанные шкуры бобра и выдры, каноэ и плетёные корзины, взамен брали шкуры бизонов и посуду из бизоньего рога, некоторые продукты (устриц, корнеплоды и пр.). В январе 1806 года их земли посетил Уильям Клэрд, наблюдавший, как индейцы разделывают тушу гигантского 30-метрового кита, выброшенного на берег. С основанием в этих местах форта Астория, принадлежавшего сперва американцам, а затем англичанам, индейцы тилламук ведут торговлю и с теми, и с другими.
Постоянный, непосредственный контакт с европейцами у тилламук начинается с 1811 года. Эпидемии малярии, оспы, сифилис и алкоголизм сократили их число к середине 1830-х на 80 %, что привело к запустению практически всех индейских селений, кроме одного. Если в 1806 году участники экспедиции Льюиса и Кларка насчитали 2.200 тилламук, то в 1840 их осталось около 400.
В 1850 году, согласно акту о Земле (Donation Land Claim Act), белым переселенцам в Орегоне бесплатно предоставлялись земельные участки, в том числе и на территории, заселённой «северными» тилламук. В результате возникших конфликтов между белыми и индейцами большую войну удалось предотвратить лишь усилиями вождя тилламук Кильчиса. 7 августа 1851 года индейцы подписали договор с суперинтендантом департамента по делам индейцев Энсоном Дартом — «договор о возмещении» который, однако, так и не был ратифицирован. В результате большая часть тилламук лишились своих земель и должна была переселяться в основанные для индейцев резервации. Подобный же, не получивший юридической силы договор (так как и он не был впоследствии ратифицирован), заключили с американскими властями 11 августа 1855 года и «южные» тилламук.
Всё же в 1870 году часть индейцев тилламук получили от правительства общую «компенсацию» в 10.500 долларов, остальные — такую же сумму в августе 1912 года. В 1950 году своё происхождение от индейцев тилламук в той или иной степени могли доказать от 200 до 300 жителей штата Орегон. В 1956 году американский Конгресс закрыл дело о компенсациях индейцам тилламук за потери в результате изъятия у них земель в середине XIX столетия, в результате чего в 1962 году нескольким сотням их потомков было выплачено — как условие при их отказе от дальнейших судебных исков к правительству — общая сумма в 169.178,50 долларов.

## Религия и культура
Индейцы тилламук исповедовали анимизм и шаманизм, веру в духов природы, которые особенно сильны и активны в зимнее время. Так как духи особо близки к людям в холодные месяцы, шаманы возрождали свою магическую силу во время торжественных церемоний в январе и феврале, при которых пелись песни и раздавалась участникам пища и напитки. Праздник этот длился от 5 до 15 дней, во время которых присутствующие пели вместе с хозяином заклинания и песни. Ритуалами сопровождались также приём впервые в новом году различных видов продуктов.
Питалось население в первую очередь рыбой, добытыми на охоте тюленями, устрицами. Рыба (лосось) ловилась гарпунами, также сетями. Женщины собирали ягоды и другие съедобные растения. Пища приготовлялась на раскалённых камнях или сосудах из бизоньего рога, также употреблялась в сушёном виде. В хозяйстве использовались долблёные каноэ, костяные иглы, плетёные корзины. При военных действиях индейцы надевали панцири из кожи лося, разрисовывали себя боевой окраской из красных и чёрных полос. Врагами были соседние племена чинуков. Одной из главных целей этих войн было приобретение рабов, которые затем продавались северным племенам.